# 吉根
吉根（きっこ）は、愛知県名古屋市守山区にある町名。町丁名としては吉根一丁目から吉根三丁目と大字吉根。住居表示未実施。

## 地理
- 東部を深沢・笹ヶ根・平池東と隣接している。
- 西部を春日井市上条町と隣接している。
- 北西部を春日井市桜佐町、北部を春日井市熊野町と隣接している。
- 南部を竜泉寺・青葉台・桔梗平・大森北 ・大森八龍・大字牛牧・大字川と隣接している。
- 小幡緑地・緑ケ丘カンツリークラブ他に飛び地がある。

### 河川
- 庄内川 ： 町の北部西流し、途中で南流。

## 歴史

### 地名の由来
『尾張国地名考』には「正字桔梗村なるべし」とあり、桔梗を村民が『キッコ』と呼んでいたことから、誤って吉根と書くようになったと言われているが詳細は不明。

### 沿革
- 1889年（明治22年）10月1日 - 吉根村が中志段味村、上志段味村、下志段味村との合併により志談村が発足。志談村大字吉根となる[3]。
- 1892年（明治25年）10月24日 - 上志段味村が分立[3]。
- 1906年（明治39年）7月16日 - 志談村と上志段味村の合併により東春日井郡志段味村が発足。志段味村大字吉根となる[3]。

- 1954年（昭和29年）6月1日 - 守山町が志段味村を編入、市制施行により守山市大字吉根となる[3]。
- 1963年（昭和38年）2月15日 - 名古屋市へ編入され、同市守山区大字吉根になる[3]。
- 1984年（昭和59年）3月30日 - 吉根特定土地区画整理組合設立認可
- 2003年（平成15年）11月10日 - 区画整理により大字吉根字松洞が竜泉寺（一丁目・二丁目）に移行[WEB 6]。
- 2006年（平成18年）11月25日 - 区画整理により以下のように移行[WEB 7]。
  - 下記の一部が青葉台に移行。
    - 大字吉根字仲田（なかだ）
    - 大字吉根字階子田（はしごだ）

  - 下記の一部が青山台に移行。
    - 大字吉根字太鼓ヶ根（たいこがね）
    - 大字吉根字長廻間（ながはざま）

  - 下記の一部が泉が丘に移行。
    - 大字吉根字太鼓ヶ根
    - 大字吉根字日ノ後（ひのご）

  - 下記の一部が桔梗平（ききょうだいら）一丁目に移行
    - 大字吉根字川田
    - 大字吉根字至来（とうらい）
    - 大字吉根字仲田
    - 大字吉根字階子田

  - 下記の一部が桔梗平二丁目に移行
    - 大字吉根字川
    - 大字吉根字角田
    - 大字吉根字川田
    - 大字吉根字仲田
    - 大字吉根字中畑
    - 大字吉根字溝畑
    - 大字吉根字山沖

  - 下記の一部が桔梗平三丁目に移行
    - 大字吉根字川
    - 大字吉根字川田
    - 大字吉根字下江（したご）
    - 大字吉根字中畑
    - 大字吉根字溝畑

  - 下記の一部が吉根一丁目に移行
    - 大字吉根字角田
    - 大字吉根字釜ヶ洞
    - 大字吉根字下江
    - 大字吉根字山沖
    - 大字吉根字仲田

  - 下記の一部が吉根二丁目に移行
    - 大字吉根字角田
    - 大字吉根字釜ヶ洞
    - 大字吉根字越水
    - 大字吉根字笹ヶ根
    - 大字吉根字下江
    - 大字吉根字深沢
    - 大字吉根字山島
    - 大字吉根字山沖

  - 下記の一部が吉根三丁目に移行
    - 大字吉根字上島
    - 大字吉根字越水
    - 大字吉根字角田
    - 大字吉根字下江
    - 大字吉根字中畑
    - 大字吉根字山島

  - 下記の一部が吉根南に移行
    - 大字吉根字釜ヶ洞
    - 大字吉根字仲田

  - 下記の一部が笹ヶ根一丁目に移行
    - 大字吉根字釜ヶ洞
    - 大字吉根字笹ヶ根
    - 大字吉根字太鼓ヶ根

  - 下記の一部が笹ヶ根二丁目に移行
    - 大字吉根字釜ヶ洞
    - 大字吉根字笹ヶ根
    - 大字吉根字太鼓ヶ根

  - 下記の一部が笹ヶ根三丁目に移行
    - 大字吉根字釜ヶ洞
    - 大字吉根字笹ヶ根

  - 下記の一部が鼓が丘一丁目に移行
    - 大字吉根字太鼓ヶ根

  - 下記の一部が鼓が丘二丁目に移行
    - 大字吉根字太鼓ヶ根

  - 下記の一部が花咲台一丁目に移行
    - 大字吉根字太鼓ヶ根
    - 大字吉根字笹ヶ根
    - 大字吉根字深沢

  - 下記の一部が花咲台二丁目に移行
    - 大字吉根字太鼓ヶ根
    - 大字吉根字日ノ後

  - 下記の一部が日の後に移行
    - 大字吉根字太鼓ヶ根
    - 大字吉根字日ノ後

  - 下記の一部が平池東に移行
    - 大字吉根字笹ヶ根
    - 大字吉根字太鼓ヶ根
    - 大字吉根字日ノ後
    - 大字吉根字深沢

  - 下記の一部が深沢一丁目に移行
    - 大字吉根字上島
    - 大字吉根字越水
    - 大字吉根字日ノ後
    - 大字吉根字深沢

  - 下記の一部が深沢二丁目に移行
    - 大字吉根字日ノ後
    - 大字吉根字深沢
    - （大字下志段味字上東禅寺）
    - （大字下志段味字下東禅寺）
    - （大字下志段味字西島）
    - （大字下志段味字深沢）

  - 下記の一部が百合が丘に移行
    - 大字吉根字太鼓ヶ根（たいこがね）
    - 大字吉根字長廻間（ながはざま）
- 2022年（令和4年）11月26日 - 区画整理により以下のように移行[WEB 8]。
  - 下記の一部が東禅寺に移行
    - 大字吉根字日ノ後

  - 下記の一部が桜坂1丁目に移行
    - 大字吉根字日ノ後

## 世帯数と人口
2019年（平成31年）4月1日現在の世帯数と人口は以下の通りである。
| 大字・丁目 | 世帯数    | 人口    |
| ---------- | --------- | ------- |
| 吉根       | 64世帯    | 187人   |
| 吉根一丁目 | 266世帯   | 642人   |
| 吉根二丁目 | 305世帯   | 780人   |
| 吉根三丁目 | 415世帯   | 1,084人 |
| 計         | 1,050世帯 | 2,693人 |

### 人口の変遷
国勢調査による人口の推移
大字吉根
- 2010年の人口はごくわずかな為、省略している。

| 1995年（平成7年）  | 4,475人  | [ WEB 9 ]  |  |
| 2000年（平成12年） | 7,766人  | [ WEB 10 ] |  |
| 2005年（平成17年） | 11,539人 | [ WEB 11 ] |  |
| 2015年（平成27年） | 247人    | [ WEB 12 ] |  |

吉根
| 2010年（平成22年） | 2,219人 | [ WEB 13 ] |  |
| 2015年（平成27年） | 2,402人 | [ WEB 12 ] |  |

## 学区
市立小・中学校に通う場合、学校等は以下の通りとなる。また、公立高等学校に通う場合の学区は以下の通りとなる。なお、小・中学校は学校選択制度を導入しておらず、番毎で各学校に指定されている。
| 字・丁目                   | 小学校                                        | 中学校               | 高等学校 |
| -------------------------- | --------------------------------------------- | -------------------- | -------- |
| 吉根一丁目                 | 名古屋市立吉根小学校                          | 名古屋市立吉根中学校 | 尾張学区 |
| 吉根二丁目                 | 名古屋市立吉根小学校                          | 名古屋市立吉根中学校 | 尾張学区 |
| 吉根三丁目                 | 名古屋市立吉根小学校                          | 名古屋市立吉根中学校 | 尾張学区 |
| 大字吉根 （下記2字を除く） | 名古屋市立吉根小学校                          | 名古屋市立吉根中学校 | 尾張学区 |
| 大字吉根字上島             | 名古屋市立志段味西小学校 名古屋市立吉根小学校 | 名古屋市立吉根中学校 | 尾張学区 |
| 大字吉根字深沢             | 名古屋市立志段味西小学校                      | 名古屋市立吉根中学校 | 尾張学区 |

## 名所・旧跡

### 旧跡
- 上島古墳群
- 吉根城址

### 名所
- 小幡緑地

## 施設
- コメリパワー名古屋竜泉寺北店
- JAなごや吉根
- イオン守山店
- 名古屋市立吉根中学校
- 名古屋市立吉根小学校
- 名古屋市立志段味西小学校
- 名古屋吉根郵便局
- 吉根公民館
- 太鼓ケ根西公園（字太鼓ケ根）

2019年（平成31年）供用開始。

## 交通

### 最寄り駅
- JR中央本線春日井駅、神領駅

### 道路
- 愛知県道15号名古屋多治見線 - 町の中央部を東西に通過。
- 愛知県道213号篠木尾張旭線 - 町の中央部を縦断。

## その他

### 日本郵便
- 郵便番号 : 463-0004[WEB 3]（集配局：守山郵便局[WEB 17]）。

### WEB
1. ↑  “愛知県名古屋市守山区の町丁・字一覧”.   人口統計ラボ. 2019年5月8日閲覧。
2. 1 2  “町・丁目(大字)別、年齢(10歳階級)別公簿人口(全市・区別)”.   名古屋市 (2019年4月22日). 2019年4月23日閲覧。
3. 1 2  “郵便番号”.  日本郵便. 2019年3月17日閲覧。
4. ↑  “市外局番の一覧”.   総務省. 2019年1月6日閲覧。
5. ↑  “守山区の町名一覧”.   名古屋市 (2015年10月21日). 2019年5月8日閲覧。
6. ↑  守山区の一部での町名・町界変更のお知らせ
7. ↑  名古屋市:名古屋市守山区の一部で町名・町界変更を実施(平成18年11月25日実施)
8. ↑  名古屋市:名古屋市守山区の一部で町名・町界変更を実施(令和4年11月26日実施). 2023年3月10日閲覧.
9. ↑  総務省統計局 (2014年3月28日). “平成7年国勢調査の調査結果(e-Stat) - 男女別人口及び世帯数 －町丁・字等”. 2019年3月23日閲覧。
10. ↑  総務省統計局 (2014年5月30日). “平成12年国勢調査の調査結果(e-Stat) - 男女別人口及び世帯数 －町丁・字等”. 2019年3月23日閲覧。
11. ↑  総務省統計局 (2014年6月27日). “平成17年国勢調査の調査結果(e-Stat) - 男女別人口及び世帯数 －町丁・字等”. 2019年3月23日閲覧。
12. 1 2  総務省統計局 (2017年1月27日). “平成27年国勢調査の調査結果(e-Stat) - 男女別人口及び世帯数 －町丁・字等”. 2019年3月23日閲覧。
13. ↑  総務省統計局 (2012年1月20日). “平成22年国勢調査の調査結果(e-Stat) - 男女別人口及び世帯数 －町丁・字等”. 2019年3月23日閲覧。
14. ↑  “市立小・中学校の通学区域一覧”.   名古屋市 (2023年1月4日). 2023年3月21日閲覧。
15. ↑  “平成29年度以降の愛知県公立高等学校（全日制課程）入学者選抜における通学区域並びに群及びグループ分け案について”.   愛知県教育委員会 (2015年2月16日). 2019年1月14日閲覧。
16. ↑   名古屋市総務局法制課長: “名古屋市公報 第49号” (PDF).   名古屋市役所. p. 11 (2020年4月15日). 2020年5月6日閲覧。
17. ↑  “郵便番号簿 2018年度版” (PDF).   日本郵便. 2019年5月8日閲覧。

### 文献
1. ↑  名古屋市計画局 1992, p. 609.
2. ↑  「角川日本地名大辞典」編纂委員会 1989, p. 483.
3. 1 2 3 4 5  名古屋市計画局 1992, p. 861.